# Yrondu Musavu-King
Yrondu Musavu-King (Libreville, 8 de janeiro de 1992) é um futebolista profissional gabônes que atua como zagueiro, atualmente defende o Granada CF.

## Seleção
Fez a estreia no Gabão em 23 de Março de 2013, começando em uma derrota nas eliminatórias por 0–1 contra Congo.